# 迈克尔·道蒂
迈克尔·道蒂（英語：Michael Doughty，1932年4月29日—），英国男子曲棍球运动员。他曾代表英国国家队参加1956年夏季奥林匹克运动会曲棍球比赛，结果队伍获得第四名。